# Station Dobrzyń
Station Dobrzyń is een spoorwegstation in de Poolse plaats Dobrzyń.